# Begonia spilotophylla
Begonia spilotophylla là một loài thực vật có hoa trong họ Thu hải đường. Loài này được F.Muell. mô tả khoa học đầu tiên năm 1876.